# Roveré Veronese
Pour les articles homonymes, voir Véronèse (homonymie).
Roverè Veronese est une commune de la province de Vérone dans la Vénétie en Italie.

## Administration
| Période                                  | Période  | Identité          | Étiquette | Qualité |
| ---------------------------------------- | -------- | ----------------- | --------- | ------- |
| 30 mai 2006                              | En cours | Stefano Marcolini |           |         |
| Les données manquantes sont à compléter. |          |                   |           |         |

### Hameaux
Roverè, San Francesco, San Vitale e San Rocco di Piegara

### Communes limitrophes
Bosco Chiesanuova, Cerro Veronese, Grezzana, San Mauro di Saline, Selva di Progno, Velo Veronese, Vérone